# Novomutîn, Konotop
Novomutîn (în ucraineană Новомутин) este un sat în comuna Kozațke din raionul Konotop, regiunea Sumî, Ucraina.

## Demografie
Componența lingvistică a localității Novomutîn
     Ucraineană (95,52%)
     Rusă (4,48%)
Conform recensământului din 2001, majoritatea populației localității Novomutîn era vorbitoare de ucraineană (95,52%), existând în minoritate și vorbitori de rusă (4,48%).